# Andrena granulosa
Espèce
Statut de conservation UICN

 LC  : Préoccupation mineure
Andrena granulosa est une espèce d'insectes hyménoptères de la famille des Andrenidae. Cette abeille a été repérée en France dans la réserve de la Massane. Elle est par ailleurs présente en Europe, en Afrique et en Asie excepté la Chine.

## Description
Dans sa description originale, l'auteur indique que cette abeille mesure 9 mm

## Écologie
Cette espèce terricole récolte du pollen sur les cistacées.

## Publication originale
- Jean Pérez, Espèces nouvelles de Mellifères, 1902, 73 p., p. 25.